# High-Speed Downlink Packet Access
High Speed Downlink Packet Access, è un protocollo di rete appartenente alla famiglia di protocolli HSPA, introdotto nello standard UMTS per migliorarne le prestazioni in download, ampliandone la larghezza di banda, e aumentando così la capacità di trasmissione delle reti radiomobili cellulari che, in download (o anche downlink), può raggiungere attualmente la velocità massima teorica di 42,2 Mb/s sulla singola portante da 5 MHz (con la tecnologie MIMO e 64QAM). In Italia è stato inizialmente utilizzato anche il termine ADSM (coniato unendo ADSL + mobile) da parte di 3 per pubblicizzare il suo servizio di connettività mobile a larga banda.

## Descrizione
Nella cronistoria delle tecnologie e dei relativi acronimi, l'HSDPA può essere considerato l'anello successivo della catena costituita dalla tecnologia GSM (2G), GPRS (2,5G), EDGE (2,75G), UMTS (3G) e infine HSDPA (3.5G).
Si può considerare quindi l'HSDPA come un'evoluzione, in termini di sola velocità, così come EDGE lo è stato per il GPRS.
L'HSDPA, però, sarà tutt'altro che l'ultimo anello. L'HSUPA, l'HSPA Evolution e l'LTE si sono già aggiunti alla lista, preparando il terreno per ulteriori potenziamenti delle reti mobili.
Con le prestazioni dell'HSDPA, oltre ai servizi già presenti nelle reti UMTS come la videochiamata, si possono ottenere delle velocità di navigazione pari a quelle che erano precedentemente disponibili solo attraverso collegamenti fissi ADSL, ovvero superiori ai 2 Mb/s teorici (e 385 kb/s pratici) dell'UMTS.
Nel panorama italiano al 2007 tutte le Compagnie di Telefonia Mobile hanno aggiunto la tecnologia HSDPA alle loro reti UMTS.
Alcuni gestori hanno creato offerte semi-flat che consentono la navigazione in internet sfruttando la nuova tecnologia e che sono molto concorrenziali con le offerte degli operatori di rete fissa.
Al 2009 Vodafone Italia predispone già per la maggior parte della sua copertura HSDPA una velocità di 14,4 Mbit/s in download e 2 Mbps in upload (o anche uplink), mentre la restante frazione di rete raggiunge i 7,2 Mbps in download. TIM e 3 Italia predispongono una velocità HSDPA completamente 7,2 Mbit/s in download e 2 Mbit/s in upload. Wind fornisce prestazioni di velocità sino ad un massimo di 7,2 Mbit/s in download e 384 kbit/s in upload.
3 Italia ed Ericsson hanno annunciato il 16 luglio 2008 di aver effettuato con successo i test della tecnologia HSUPA con upload a 5,8 Mbit/s nella rete live di 3 Italia.
Secondo Motorola, quando il servizio avrà diffusione massima, le velocità si ridurranno a oscillare fra 500 kb/s e 1,5 Mb/s, molto al di sotto delle velocità teoriche.
Nel 2007, il primo cellulare ad essere dotato della tecnologia HSDPA è stato il Sony Ericsson W910i.
Con l'introduzione del DC-HSDPA (Dual Carrier o Dual Cell HSDPA) è possibile combinare due portanti da 5 MHz HSDPA su una singola connessione. Con il DC-HSDPA è così possibile offrire la velocità di 42 Mbit/s in download utilizzando 10 MHz di banda (contro i 5 MHz utilizzati normalmente) senza ricorrere all'impiego della tecnologia MIMO 2x2. Il DC-HSDPA è la tecnologia utilizzata in Italia dalle compagnie telefoniche che pubblicizzano il servizio a 42 Mbit/s.
Versioni ancora più evolute del sistema permettono invece di combinare la modulazione 64QAM con il MIMO ed il DC-HSDPA, raggiungendo così 84 Mbit/s di velocità teorica su un canale da 10 MHz. Ulteriori evoluzioni prevedono la combinazione di altri canali (3, 4, 6 o addirittura 8), e l'impiego del MIMO 4x4 per raggiungere velocità teoriche crescenti, fino a 337 Mbit/s (Quad-Cell + MIMO 4x4 oppure Octa-Cell), al momento il limite più alto previsto dallo standard HSPA.

## Banda larga teorica dalle compagnie mobili
Informazioni aggiornate al 10 maggio 2017

### TIM
- 56,6 Mbit/s in download (4.630 comuni, pari al 86,3% della popolazione)
- Tra 28,8 Mbit/s e 14,4 Mbit/s in download nel resto del territorio;
- 7,76 Mbit/s in upload

### Vodafone Italia
- 42,2 Mbit/s in download (6.200 comuni, pari al 90% della popolazione);
- Tra 28,8 Mbit/s e 14,4 Mbit/s in download nel resto del territorio;
- 5,76 Mbit/s in upload;

### Wind
- 42.2 Mbit/s in download (78,9% della popolazione);
- 21,8 Mbit/s in download (97,4% della popolazione);
- 7,2 Mbit/s in download (98,6% della popolazione);
- 5,76 Mbit/s in upload (escluse zone raggiunte da 7,2 Mbit/s)

### 3 Italia
- 42,2 Mbit/s in download su oltre 5.505 comuni (92,3%[3] della popolazione);
- 21,6 Mbit/s in download disponibili su tutta la rete (97,4%[3] della popolazione);
- 5,76 Mbit/s in upload;

## Cronologia
- 20/11/2007: Verificato il passaggio di Vodafone ai 7,2 Mbit/s.
- 12/03/2008: Verificato il passaggio di TIM ai 7,2 Mbit/s. Conseguentemente anche le compagnie 3 Italia e Wind hanno proposto il medesimo servizio.
- 20/11/2009: Verificato il passaggio parziale di Vodafone ai 14,4 Mbit/s nella maggior parte della sua rete HSDPA.